# Le lettere di Groucho Marx
Le lettere di Groucho Marx è una raccolta di lettere dell'attore comico statunitense Groucho Marx. Le lettere furono donate nel 1964 alla Library of Congress e pubblicate nel 1967 a New York e Londra, successivamente tradotte in varie lingue; in Italia uscirono nel 1992 pubblicate da Adelphi.

## Contenuto
Il più famoso dei Fratelli Marx alle prese con interlocutori di ogni genere: da celebri scrittori come T.S. Eliot, del quale fu grande amico, a colleghi del mondo del cinema, giornalisti, teatranti, agenti, amici.